# کفش‌های مرد مرده (فیلم ۱۹۴۰)
کفش‌های مرد مرده (انگلیسی: Dead Man's Shoes) فیلمی در ژانر درام به کارگردانی توماس بنتلی است که در سال ۱۹۴۰ منتشر شد. از بازیگران آن می‌توان به ویلفرد لاوسون اشاره کرد.